# 塚崎のクス

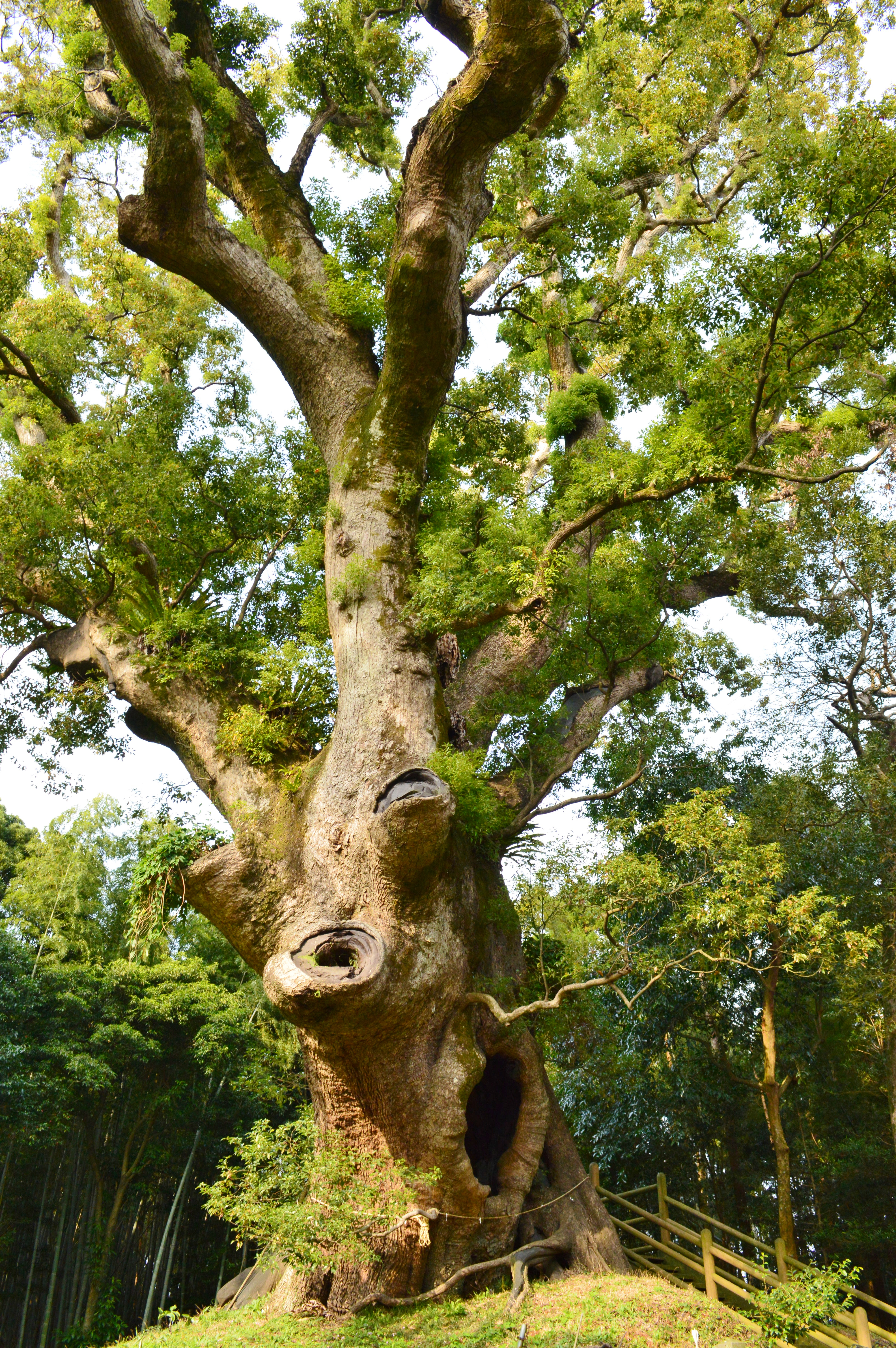
塚崎のクス下地に塚崎1号墳。

塚崎のクス（つかざきのクス）は、鹿児島県肝属郡肝付町野崎に生育するクスノキの巨木である。塚崎古墳群1号墳（円墳）の上に生育し、推定の樹齢は1200年から1300年以上と伝わる。鹿児島県下では3番目のクスノキの巨木とされ、1940年（昭和15年）に国の天然記念物に指定された。近年になって樹勢の衰えが見られたため、樹勢回復の取り組みが行われている。

## 概要
塚崎古墳群は、肝付町役場本庁から東に約3キロメートル進んだところに位置する。この古墳群は、築造時期が4世紀後半から5世紀前半と推定され、前方後円墳5基、円墳39基の存在が確認されている。そのうち花牟礼古墳は、日本最南端の前方後円墳として知られる。塚崎古墳群は、1945年（昭和20年）2月22日に国の史跡に指定された。
塚崎のクスは塚崎古墳群1号墳（円墳）の上に生育し、しばしば「塚崎の大クス」とも呼ばれる。この付近は島津氏の始祖にあたる島津忠久が創建した大塚神社の境内地にあたり、神社の創建当時から神木とされていたと伝わる。主幹には地上から3メートル付近に大きな穴があり、これは大枝が折れた痕跡である。幹は中空になっていて、そこに大蛇が住み着いているという話や、戦乱が起こる前にその枝が折れて凶事を知らせるという言い伝えがあり、地元の人々から崇敬を受けている。
推定の樹齢は1200年から1300年以上といわれ、肝付町役場によれば樹高25メートル、目通り幹周14メートルを測る。幹や枝には、シダ植物のオオタニワタリを始めとしたさまざまな植物の着生が見られる。鹿児島県内では「蒲生のクス」（姶良市、国の特別天然記念物）「志布志の大クス」（志布志市、国の天然記念物）に次ぐクスノキの巨木とされ、1940年（昭和15年）2月10日に史蹟名勝天然紀念物保存法（当時）に基づいて「古墳ノ上ニ生ジ目通幹圍約十二．九メートル樹勢旺盛樹上ニハおほたにわたり其ノ他多數ノ植物着生ス 樟ノ巨樹トシテ有數ノモノナリ」との理由で国の天然記念物に指定された。
かつてこの木は、樹高が35メートルあったといわれる。1993年（平成5年）の台風13号の被害を受けて幹の上部が折れてしまい、10メートルほど低くなった。その他にも木の各部分に腐朽が見られたり幹の一部に空洞化があったりするなど、近年になって樹勢の衰えが進んでいた。枯死の恐れがあったため、平成19年度から平成22年度にかけて枝や樹幹の着生植物を取り除き防腐剤を塗るなどの樹勢回復処置を実施した。この樹勢回復処置は、今後も継続される予定である。

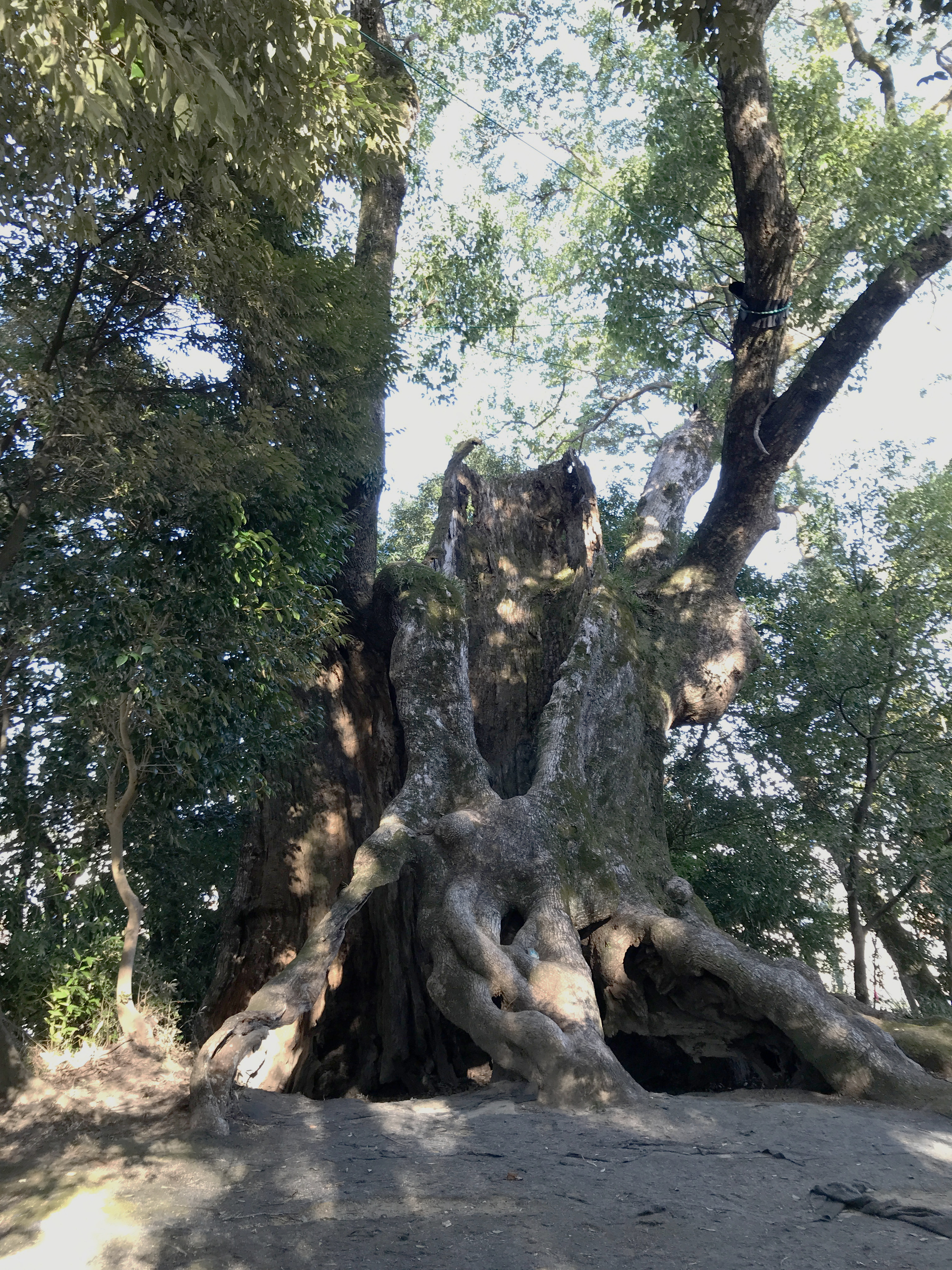
（参考）佐賀県武雄市の塚崎（つかさき）の大クス

なお、佐賀県武雄市にも「塚崎の大クス」という同名の木が生育している。樹齢は2000年とも3000年ともいわれ、主幹は1963年（昭和38年）の落雷によって大部分が失われた。同じ武雄市内に生育する「川古のクス」（国の天然記念物）、「武雄の大クス」（武雄市指定天然記念物）と並ぶクスノキの大樹である。こちらの木は1985年（昭和60年）4月22日、武雄市指定天然記念物となった。
2022年（令和4年）9月、台風14号の影響で、直径約1.3メートル・長さ約20メートルの枝が折れた。

## 交通アクセス
所在地
- 鹿児島県肝属郡肝付町野崎2238

交通
- 鹿屋市から車で約30分[11]。